# Fannin megye (Georgia)
Fannin megye az Amerikai Egyesült Államokban, azon belül Georgia államban található. Megyeszékhelye és legnagyobb városa Blue Ridge. Lakosainak száma 25 319 fő (2020. április 1.).

## Szomszédos megyék
- Cherokee megye
- Dawson megye
- Gilmer megye
- Murray megye
- Union megye
- Lumpkin megye
- Polk megye

## Népesség
A megye népességének változása:
| Lakosok száma | 23 689 | 23 501 | 23 458 | 23 760 | 24 303 | 25 319 |
|               | 2010   | 2011   | 2012   | 2013   | 2015   | 2020   |